# Mariusz Jop
Mariusz Jop (Ostrowiec Świętokrzyski, 8 marzo 1978) è un ex calciatore polacco, di ruolo difensore.

## Carriera

### Club
Jop cresce nella squadra di Ostrowiec Świętokrzyski, sua città natale. Dopo diverse promozioni e retrocessioni, nel 1999, appena diciannovenne, va a giocare con il Wisła Cracovia, nelle giovanili. Gioca la stagione 2000-01 in prestito al Widzew Łódź, squadra classificatasi settima la stagione precedente: il campionato è molto positivo con 26 presenze e 2 reti, tale che il Wisła lo richiama alla base. Approdatovi, si laurea campione di Polonia due volte consecutivamente, nel 2002-03 e nel 2003-04; vince anche la Coppa di Polonia nel 2002 e nel 2003, a discapito di Amica Wronki prima (8-2 complessivo), e Wisła Płock poi (3-1 complessivo), giocando al centro della difesa in ambedue le doppie finali. Resta a Cracovia fino al 2004, quando si trasferisce in Russia con l'FK Mosca, con cui tuttora milita. Qui stabilisce anche un record: è il primo polacco a realizzare un gol nel campionato russo (21 luglio 2004, FK Mosca-FC Shinnik Yaroslavl 1-0).

### Nazionale
Esordisce con la Nazionale polacca il 30 aprile 2003 a Bruxelles in amichevole contro il Belgio (1-3). Entra definitivamente nel giro della nazionale per le qualificazioni al campionato del mondo 2006, ma perde il posto nella fase finale, in seguito alla sconfitta 2-0 patita contro l'Ecuador. È stato convocato per il campionato d'Europa 2008.

## Palmarès

### Club

#### Competizioni nazionali
- Campionato di calcio polacco: 2

Wisła Cracovia: 2003-2004, 2004-2005
- Coppa di Polonia: 2

Wisła Cracovia: 2002, 2003